# Dietmar Neß
Dietmar Neß (* 1938 in Breslau, Provinz Niederschlesien) ist ein deutscher Historiker, Evangelischer Theologe, Philosoph und emeritierter Pastor. Er ist Autor der Buchreihe Schlesisches Pfarrerbuch, das von Friedrich Pollack als „unverzichtbares Standardwerk für eine Vielzahl historischer Teildisziplinen“ bezeichnet wurde.
Dietmar Neß legte im Jahr 1980 an der Universität Hamburg eine theologische Magisterschrift vor. Er war Pfarrer in Groß Särchen und Vorstandsmitglied im Verein Die Neuordnung der schlesischen Kirche in der Oberlausitz 1945–1951. Er erlangte auch den Magistergrad der Philosophie.

## Werke
- Schlesisches Pfarrerbuch. Verein für Schlesische Kirchengeschichte (Hrsg.), Evangelische Verlagsanstalt.
  - Band 1: Regierungsbezirk Breslau, Teil I. 2014, ISBN 978-3-374-03724-7
  - Band 2: Regierungsbezirk Breslau, Teil II. 2014, ISBN 978-3-374-03886-2
  - Band 3: Regierungsbezirk Breslau, Teil III. 2014, ISBN 978-3-374-03887-9
  - Band 4: Regierungsbezirk Breslau, Teil IV. 2014, ISBN 978-3-374-03919-7
  - Band 5: Oberschlesien, Obstschlesien. 2015, ISBN 978-3-374-04030-8
  - Band 6: Regierungsbezirk Liegnitz, Teil I. 2016, ISBN 978-3-374-04286-9
  - Band 7: Regierungsbezirk Liegnitz, Teil II. 2016, ISBN 978-3-374-04287-6
  - Band 8: Regierungsbezirk Liegnitz, Teil III. 2016, ISBN 978-3-374-04288-3
  - Band 9: Oberlausitz. 2016, ISBN 978-3-374-04531-0
  - Band 10: Bildband. 2018, ISBN 978-3-374-05074-1
  - Band 11: Register. 2018, ISBN 978-3-374-05082-6
- Gottesdienst-Räume. Verein für Schlesische Kirchengeschichte (Hrsg.), Evangelische Verlagsanstalt.
  - Band 1: Dokumentation zum evangelischen Kirchenbau des 19. und 20. Jahrhunderts in Schlesien. ISBN 978-3-374-06938-5.
  - Band 2: Eine Dokumentation zum evangelischen Kirchenbau des 16. bis 18. Jahrhunderts in Schlesien. ISBN 978-3-374-07411-2.
- Flüchtlinge von Gottes Gnaden: schlesische Predigt 1945–1952. Bergstadtverlag Korn. Würzburg 1990.
- »Zeit voller Schrecken und Gnade« Berichte aus schlesischen Kirchengemeinden 1945–1947. Die schlesischen Briefgemeinden: Eine bibliographische Bestandsaufnahme. Verein für schlesische Kirchengeschichte (Hrsg.) 2019, ISBN 978-3-9807955-8-6.